# Филино (Дмитриевское сельское поселение)
Фи́лино — деревня в Даниловском районе Ярославской области.
Почтовый индекс: 152094

## География
Находится в 25 км от Данилова в 3 км от автомобильной дороги Череповец-Данилов.

## Население
| 2007 | 2010 |
| ---- | ---- |
| 0    | ↗2   |